# Федюков Олег Іванович
Федюко́в Оле́г Іва́нович (нар. 13 грудня 1963, Миколаїв, Львівська область, СРСР) — радянський та український футболіст, що виступав на позиції захисника. Рекордсмен луцької «Волині» за кількістю проведених матчів. Після завершення кар'єри гравця розпочав тренерську роботу.

## Життєпис
Олег Федюков народився у місті Миколаїв, Львівської області. Розпочав займатися футболом у команді «Цементник» з рідного міста, з 16 років виходив у основному складі. Після закінчення школи намагався вступити до інституту, але завалив один з іспитів і потрапив до армії. Виступав за аматорську команду ЛВВПУ (Львів) та дубль СКА «Карпати».
У 1985 році після закінчення служби опинився у луцькому «Торпедо» за запрошенням Мирона Маркевича. Однак справи у новій команді йшли не так, як хотілося — місця у основі Олег не мав, обіцяну квартиру не надали, тож по закінченню першого кола разом с армійським товаришем Василем Леськівим Федюков вирішив написати заяву про те, що залишає команду. Однак ця заява призвела до зовсім іншого ефекту — гравця забезпечили у соціальному плані та почали дедалі частіше випускати у основному складі.
Своєю грою у першому ж чемпіонаті Олег Федюков звернув на себе увагу тренерського штабу дніпропетровського «Дніпра», та під час туру «дніпрян» західною Україною приєднався до цієї команди. таким чином йому вдалося отримати неоціненний досвід виступів у вищій лізі та Кубку УЄФА (обидва матчі провів проти польської «Легії»). Разом з командою захиснику вдалося виграти перший Кубок Федерації футболу СРСР, однак у чемпіонаті він провів лише 5 матчів за три сезони.
У 1988 році Федюков прийняв пропозицію Миколи Павлова перейти до складу нікопольського «Колоса», де одразу ж став міцним гравцем основни. Однак клуб переживав на той час кризу і за підсумками сезону вилетів з першої ліги, через що Олег Федюков та багато інших футболістів залишили команду.
У 1989 році відбулося повернення до «Волині» (на той час команда ще носила назву «Торпедо»), яку тренував Віталій Кварцяний. У команді підібрався непоганий колектив: Арманд Зейберліньш, Анатолій Раденко, Володимир Дикий, Володимир Гащин, Раймонд Лайзанс та інші. За підсумками 1989 року клуб посів перше місце у 6ій зоні другої ліги СРСР, однак пройти кваліфікаційний раунд за право участі у першій лізі лучанам не вдалося. Протягом п'яти сезонів Олег Федюков був незамінним гравцем «Волині», неодноразово обирався капітаном команди.
У 1994 нетривалий час виступав у складі львівських «Карпат», однак незабаром знову повернувся до «Волині», де й закінчив кар'єру у 2003 році. У сезоні 2001/02 разом з командою здобув перемогу у першій лізі чемпіонату України, що дозволило луцькій команді підвищитися у класі. Загалом у складі «Волині» Федюков провів більше 560 матчів, що є рекордом для луцького клубу.
Після завершення кар'єри гравця Олег Федюков працював у школі тренером з футболу, згодом очолював групу юнаків у ДЮФШ «Волинь», а у 2012 році обійняв посаду тренера юнацького складу (U-19) «Волині». Наступного року Федюкова було призначено виконуючим обов'язки головного тренера молодіжного складу луцької команди.
Одружений, жінку звуть Ольга. Має двох синів — Дмитра та Сергія. Обоє займалися у ДЮФШ «Волинь», однак жоден професійним футболістом так і не став. Станом на 2013 рік Дмитро Федюков був адміністратором юнацької команди ФК «Волинь».

## Досягнення
- Володар Кубка Федерації СРСР (1): 1986
- Переможець 6 зони другої ліги чемпіонату СРСР (1): 1989
- Переможець першої ліги чемпіонату України (1): 2001/02
- Провів по 1 матчу у чемпіонському та «срібному» сезонах «Дніпра» (1987-1988 роки)